# Goodyera bomiensis
Goodyera bomiensis är en orkidéart som beskrevs av Kai Yung Lang. Goodyera bomiensis ingår i släktet knärötter, och familjen orkidéer. Inga underarter finns listade i Catalogue of Life.